# Eda församling
Eda församling är en församling i Västra Värmlands kontrakt i Karlstads stift. Församlingen ligger i Eda kommun i Värmlands län. Församlingen ingår i Eda-Köla pastorat.

## Administrativ historik
Församlingen har medeltida ursprung. Från 1929 till 1967 var församlingen uppdelad i två kyrkobokföringsdistrikt: Eda norra kbfd (173002) och Eda södra kbfd (173001).
Församlingen var till 1879 annexförsamling i pastoratet Köla, Järnskog, Skillingmark och Eda för att därefter till 2014 utgöra ett eget pastorat. Från 2014 ingår församlingen i Eda-Köla pastorat.

## Organister
| Period    | Namn           | Levnadstid | Övrigt   |
| --------- | -------------- | ---------- | -------- |
| 1867-1903 | Nils Levin d y | 1843-1928  | Organist |

## Kyrkor
- Eda kyrka
- Lersjöns kapell
- Åmotfors kyrka